# Gert Bongers
Gert Bongers (Voorst, Gelderland, 22 d'agost de 1946) va ser un ciclista neerlandès que fou professional entre 1968 i 1969. Especialista en el ciclisme en pista, va guanyar una medalla d'or com amateur, al Campionat del món en Persecució.

## Palmarès en pista
- 1967
  -  Campió del món amateur en persecució
- 1969
  -  Campió dels Països Baixos en persecució

## Palmarès en ruta
- 1967
  - Vencedor d'una etapa a l'Olympia's Tour